# Theodosius Fabricius
Theodosius Fabricius, auch: Theodor Faber, (* 11. August 1560 in Nordhausen; † 7. August 1597 in Göttingen) war ein deutscher lutherischer Theologe.

## Leben
Fabricius war ein Sohn des Theologen Andreas Fabricius, dem damaligen Rektor der Stadtschule und Diakon sowie späteren Pfarrer von Eisleben und seiner Frau Ursula Ernst, einer Tochter des Quedlinburger und Saalfelder Pfarrers M. Andreas Ernst. Seine erste Vorbildung wird er bei seinem Vater genossen haben und wird auch die Schule in Eisleben besucht haben, bevor er sich ab 1566 an der  Klosterschule Ilfeld auf ein Studium vorbereitete.
1577 ging er an die Universität Marburg, wechselte 1578 an die Universität Wittenberg, wo er den Grad eines Magisters erwarb. 1582 wurde er als Adjunkt an die Philosophische Fakultät der Wittenberger Hochschule aufgenommen und erlangte am 28. Juni 1584 die Stelle als zweiter Diakon an der Stadtkirche Wittenberg. Nachdem er am 29. August 1585 in Wittenberg Katharina, die Tochter des Pfarrers aus Mansfeld Georg Autumnus († 1598) und seiner Frau Anna Artner, geheiratet hatte, ging er 1585 als Superintendent nach Herzberg. Als Vertreter der Gnesiolutheraner war er in die konfessionellen Auseinandersetzungen der Zeit verstrickt.
So musste er 1588 aufgrund einer Auseinandersetzung mit dem Bürgermeister von Herzberg, der ihn als treuen Anhänger der lutherischen Lehre beschimpft hatte, vor den Kryptocalvinisten weichen. Er begab sich 1588 ins Exil nach Eisleben und wurde Ende 1589 als Pfarrer an die St. Johannis-Kirche und Gymnasialprofessor der Theologie am Pädagogium in Göttingen berufen, wo er nach achtjähriger Wirkungszeit an der Pest erkrankte und ihr erlag und am 8. August 1597 beigesetzt wurde. In seinen letzten Amtsjahren hatte er sich vor allem an der Durchsetzung der Konkordienformel in seinem Amtsbereich und an der Göttinger Schulreform beteiligt.

## Werkauswahl
- Harmonia Historiae Passionis er Resurrectionis.
- Loci communes Martini Lutheri ex scriptis ipsius latinis forma Gnomologica et Aphoristica collecti. Magdeburg 1594 (deutsch Magdeburg 1597).
- Historia certaminis Sacramentarii. Magdeburg 1593.

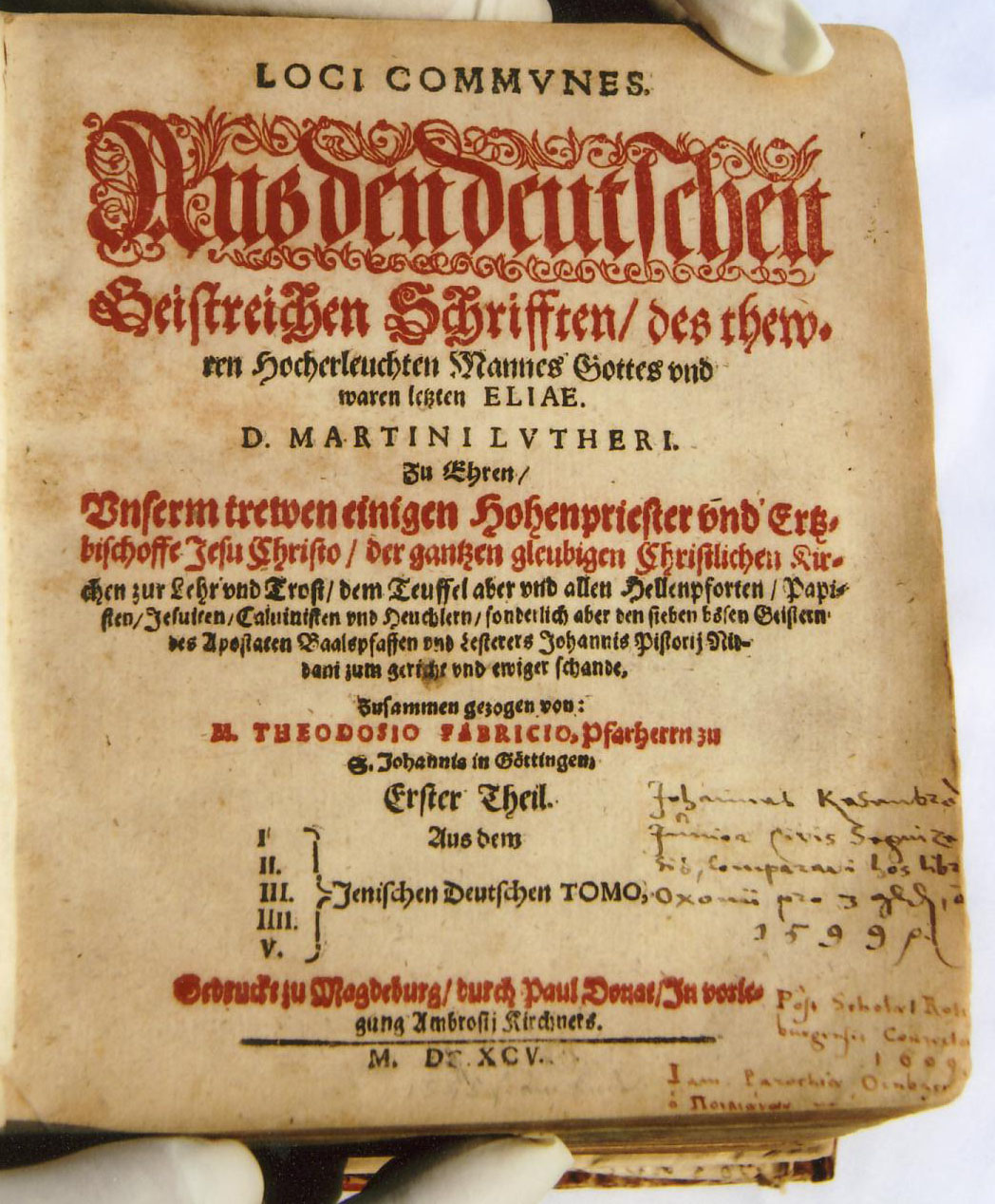
Titelblatt Teils 1: Loci Communes Martini Lutheri 1597
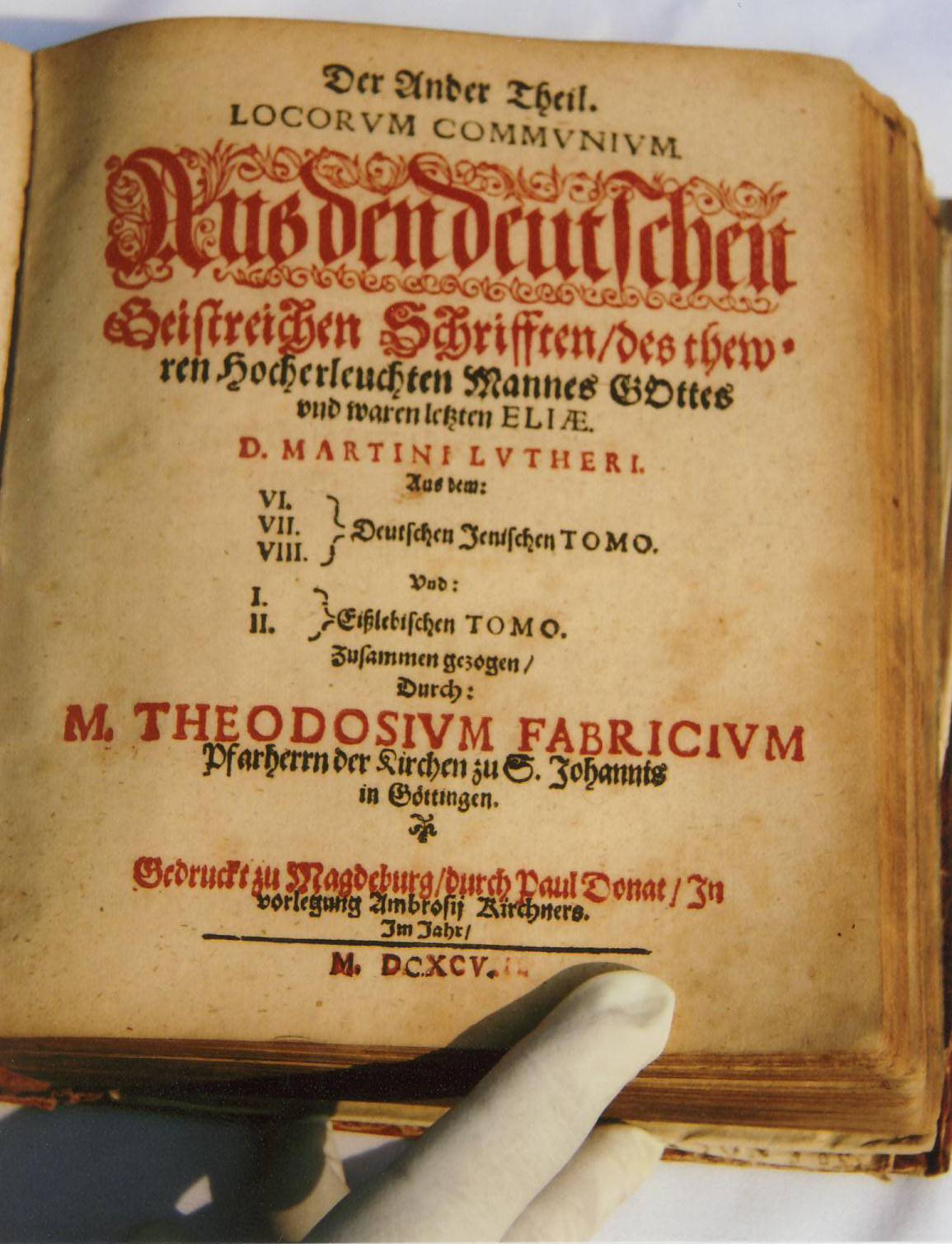
Titelblatt Teil 2: Loci Communes Martini Lutheri 1597
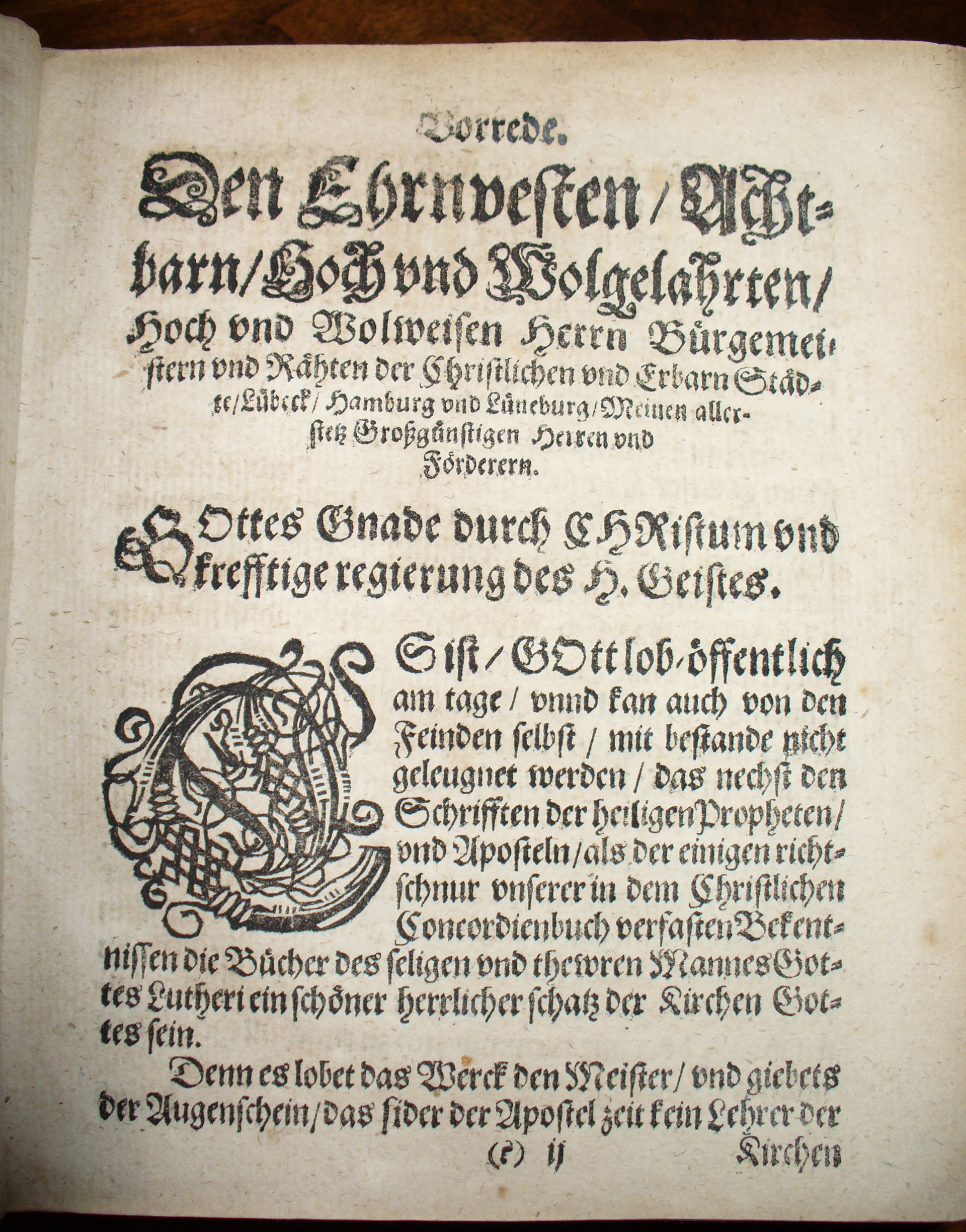
Erste Seite der Vorrede in einem Loci Communes 1597
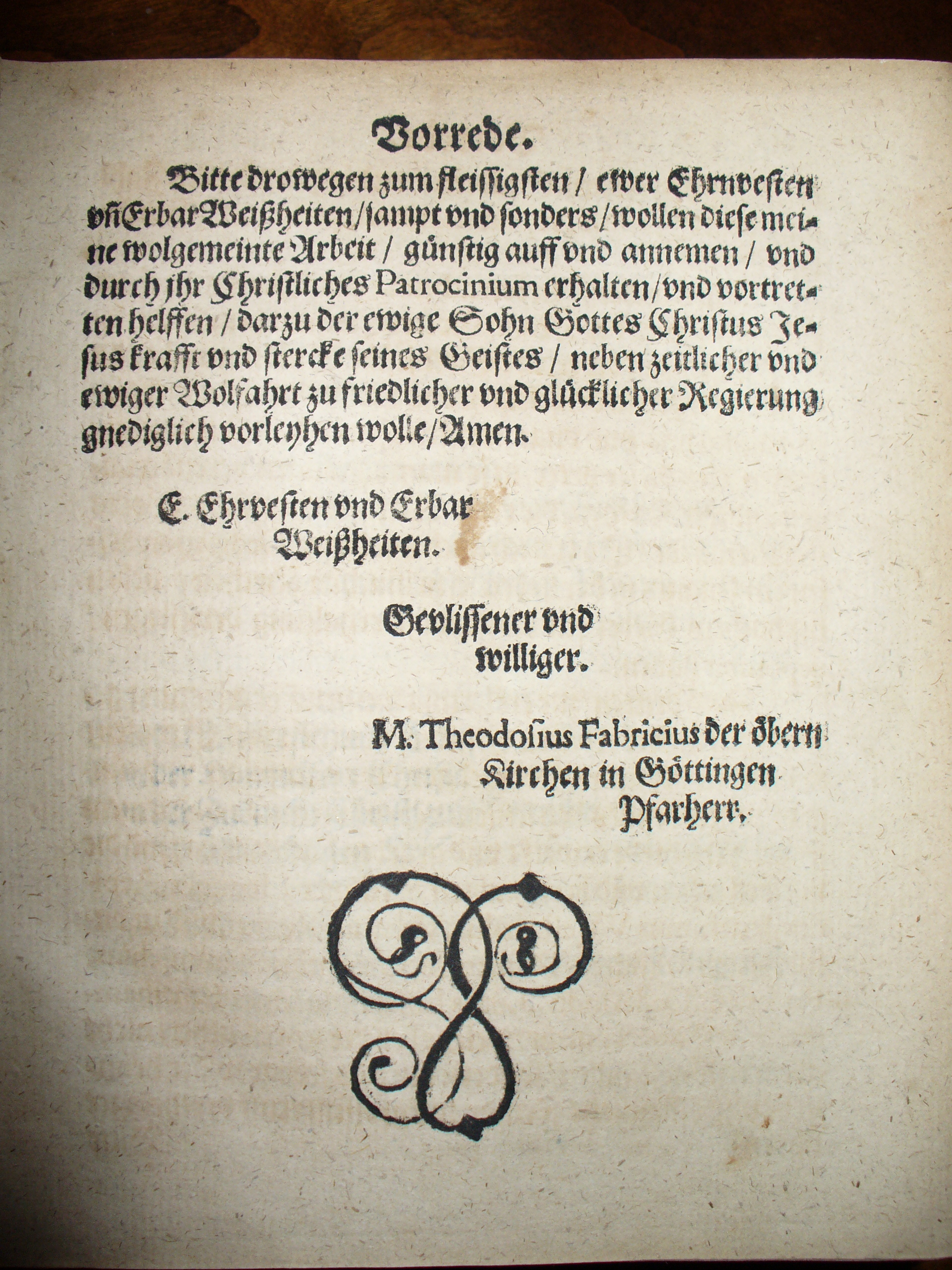
Zweite Seite der Vorrede in einem Loci Communes 1597

## Genealogie
Aus seiner am 29. August 1585 in Wittenberg geschlossenen Ehe mit Katharina, der Tochter des Pfarrers in Mansfeld Georg Autumnus, stammen 3 Söhne und 4 Töchter. Bekannt sind:
- Georg Andreas Fabricius (* 28. Mai 1589 in Herzberg; † 30. Mai 1645 in Göttingen)
- Beata Fabricius (* 7. Oktober 1587 Herzberg; † 2. Juni 1594 in Göttingen)
- Ernestus Fabricius (* 11. September 1589 in Mansfeld)
- Maria Fabricius (* 11. Februar 1593 in Göttingen; † 10. Juni 1594 in Göttingen)
- Philipp Nathanel (15. Februar 1597 in Göttingen; † 19. August 1597 in Göttingen)
- Dorothea (* 3. Juli 1597 in Göttingen; † 29. September 1599 in Göttingen)